# Cornulella santamartae
Cornulella santamartae är en svampdjursart som beskrevs av van Soest, Zea och Kielman 1994. Cornulella santamartae ingår i släktet Cornulella och familjen Acarnidae.
Artens utbredningsområde är havet utanför Colombia. Inga underarter finns listade i Catalogue of Life.